# Avrieux
Avrieux es una comuna francesa situada en el departamento de Saboya, de la región de Auvernia-Ródano-Alpes.
En la comuna se encuentran los túneles de viento del ONERA.

## Demografía
| 261 | 387 | 267 | 285 | 310 | 340 | 353 | 400 | 397 |
| Para los censos de 1962 a 1999 la población legal corresponde a la población sin duplicidades (Fuente: INSEE [Consultar]) |     |     |     |     |     |     |     |     |